# Château de La Fougeraie
Pour les articles homonymes, voir Fougeraie et Château Wittouck.
Ne doit pas être confondu avec Château de Moulinsart.
Le château de La Fougeraie, connu également comme château Wittouck, est situé drève de Lorraine dans la commune bruxelloise d'Uccle, en Belgique.

## Historique

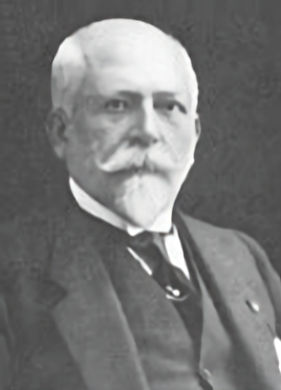
Paul Wittouck (1851-1917) qui fit édifier en 1911 le Château de La Fougeraie.

Paul Wittouck (1851-1917), grande figure de l'industrie belge, fit édifier en 1911 ce château dans la forêt de Soignes par l'architecte Louis Süe (1875-1968) avec qui collabora Paul Huillard (1875–1966). Le peintre Gustave Louis Jaulmes (1873-1959), est l'auteur des fresques intérieures. Autour de la résidence se trouvent de nombreux arbres et des jardins à la française.
Pendant la Seconde Guerre mondiale, les Wittouck sont chassés afin de permettre l'installation de Léon Degrelle dans le château. En septembre et octobre 1944 le prince Bernhard de Lippe-Biesterfeld y installe sa base.

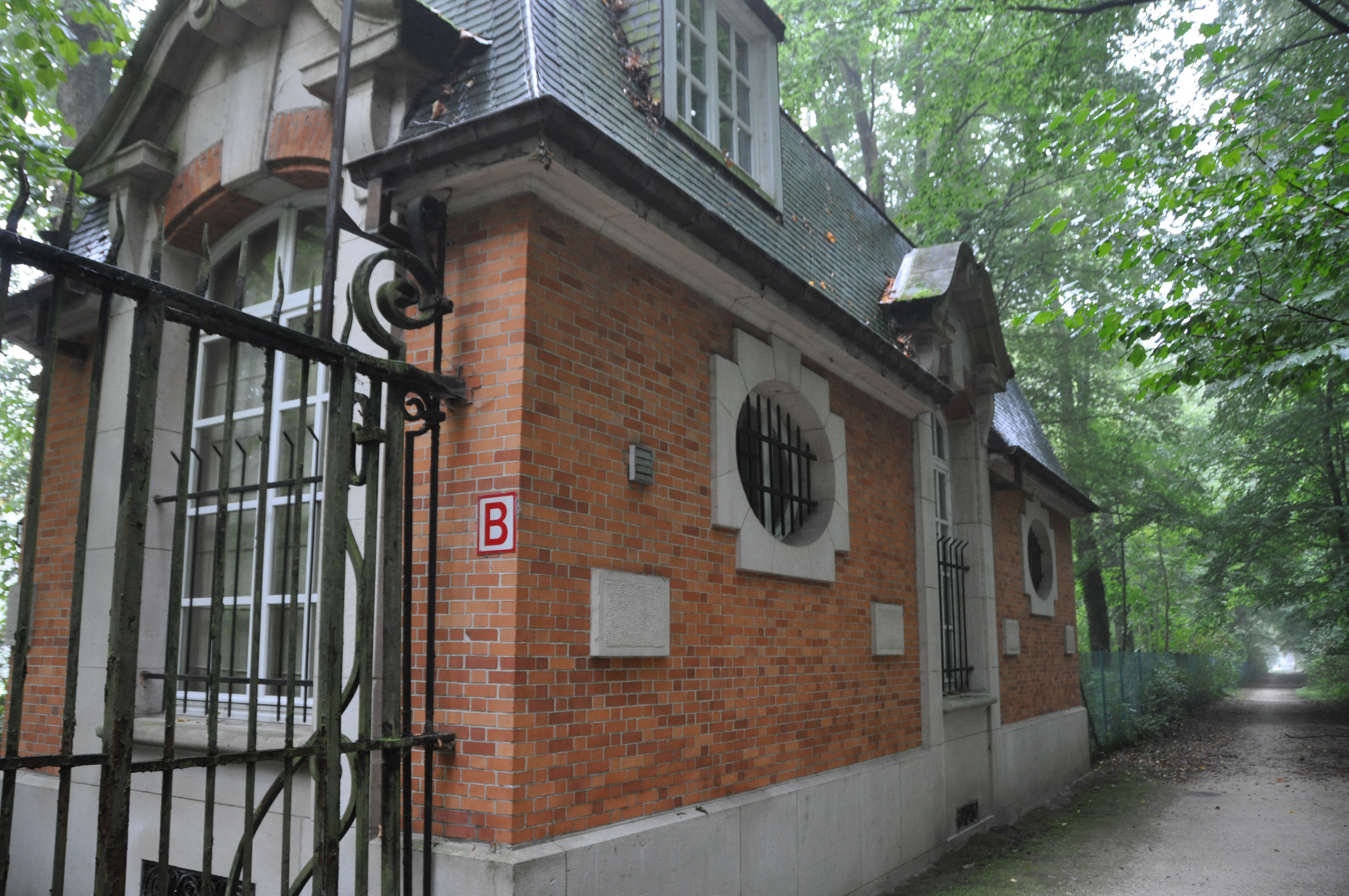
La conciergerie et l'avenue du Fort Jaco

## Anecdote
Bien des personnes pensent, à tort, que ce château a servi d'inspiration à Hergé pour le château de Moulinsart, dans les Aventures de Tintin. Le château qui a servi de modèle à l'auteur est celui de Cheverny en France.